# 非負行列
数学の分野において、非負行列（ひふぎょうれつ、英: nonnegative matrix）とは、すべての成分がゼロ以上であるような行列、すなわち
{\displaystyle \mathbf {X} \geq 0,\qquad \forall i,j\,x_{ij}\geq 0}
であるような行列の X のことを言う。正行列（せいぎょうれつ、positive matrix）とは、すべての成分がゼロよりも厳密に大きい行列のことを言う。正行列の集合は、すべての非負行列の集合の部分集合である。
マルコフ連鎖に関する遷移行列は、非負行列である。
長方形非負行列は、非負行列因子分解を介した二つの異なる非負行列の分解によって近似することが出来る。
正行列は、正定値行列とは異なる。非負かつ正半定値であるような行列は、二重非負行列（doubly non-negative matrix）と呼ばれる。
正の正方行列の固有値と固有ベクトルは、ペロン＝フロベニウスの定理によって表現される。

## 逆行列
任意の非特異M-行列の逆行列は、非負行列である。もしその非特異M-行列がさらに対称行列でもあるなら、それはスティルチェス行列と呼ばれる。
非負行列の逆行列は、通常は非負行列ではない。その例外として、非負の単項行列が挙げられる。すなわち、非負行列の逆行列がふたたび非負行列であるための必要十分条件は、それが（非負の）単項行列であることである。したがって、正行列は次元 {\displaystyle n>1} に対して単項行列でないことに注意すれば、そのような正行列の逆行列は、正行列でも非負行列ですらも無いという事実に注意されたい。

## 特殊化
特殊化された非負行列には多くのグループが存在する。例えば、確率行列、二重確率行列、対称非負行列などが挙げられる。